# 摩羯座τ
摩羯座τ，又名BD-15 5743，HD 196662、SAO 163771、HR 7889，是摩羯座的一颗恒星，视星等为5.22，位于銀經30.94，銀緯-30.5，其B1900.0坐标为赤經20h 33m 40.9s，赤緯-15° -30.5′ 20″。